# Paratrigona anduzei
Paratrigona anduzei är en biart som först beskrevs av Schwarz 1943.  Paratrigona anduzei ingår i släktet Paratrigona och familjen långtungebin. Inga underarter finns listade i Catalogue of Life.